# Potamogeton friesii
Potamogeton friesii là một loài thực vật có hoa trong họ Potamogetonaceae. Loài này được Rupr. miêu tả khoa học đầu tiên năm 1847.